# Lijana
Lijana je žensko osebno ime.

## Različice imena
- Slovenske oblike imena: Liana, Lija, Lijanka
- Tujejezikovne oblike imena:Lia, Liana

## Izvor imena
Ime Lijana izhaja iz besede liána »rastlina, ki pri rasti potrebuje oporo, vzpenjavka«. Možna je tudi izpeljava iz imen, ki se končujejo na -lijana, npr. Alijana, Julijana, Lilijana. Imeni Lia, Lija sta prav tako lahko nastali s krajšanjem imen, ki se končujejo na -lia, -lija, npr. Julia, Liliana, Amalija, Lilija, Natalija

## Pogostost imena
Po podatkih SURS-a je bilo na dan 31. decembra 2007 v Sloveniji 116 oseb, ki so nosile to ime. Po pogostosti uporabe je ime Lijana med vsemi uporabljenimi imeni zasedalo 536 mesto. Ostale oblike imena, ki so bile na ta dan še v uporabi: Lia(111), Liana(31) in Lija(42).

## Osebni praznik
V cerkvenem koledarju je ime Lijana uvrščeno k imenom Liana, Lilijana oziroma Lilioza. God praznuje 27. julija.